# W milczeniu / Tragedy in Smolensk
W milczeniu (wersja polska) / Tragedy in Smolensk   (wersja międzynarodowa) – dwa siostrzane filmy dokumentalne z 2011 roku, poświęcone katastrofie polskiego Tu-154 w Smoleńsku, w reżyserii Ewy Ewart. Filmy wyprodukowały telewizje TVN i TVN24 przy współpracy ze stacją BBC. 
Oba filmy powstały w oparciu o ten sam materiał dziennikarski, przede wszystkim wywiady z członkami najbliższej rodziny wybranych ofiar katastrofy. Wersja międzynarodowa, zrealizowana we współpracy z telewizją BBC World News, zawiera dodatkowo elementy ukazujące szersze tło historyczne i polityczne katastrofy oraz jej następstw, zaprezentowane w sposób zrozumiały dla widza nieśledzącego wydarzeń w Polsce i nieznającego jej historii.

## Wersja polska –W milczeniu
Powstała jako pierwsza i początkowo była planowana jako samodzielny projekt. Celem reżyserki było „dopuszczenie do głosu rodzin ofiar”, ponieważ jej zdaniem to właśnie do nich – w sensie moralnym – należy katastrofa, zaś odczucia wielu z nich były dotąd niewystarczająco słyszalne w mediach. Trzon filmu stanowią kameralne wywiady z najbliższymi ofiar. Dodatkowo film zawiera fragmenty nagrań z kabiny pilotów prezydenckiego lotu, z elementami rekonstrukcji wydarzeń, a także niepublikowane dotąd sekwencje i zdjęcia. 
Premiera filmu miała miejsce 7 kwietnia 2011, na trzy dni przed pierwszą rocznicą katastrofy. TVN i TVN24 wyemitowały go wówczas w tym samym czasie. Film zgromadził wówczas ok. 3,3 mln widzów. TVN24 powtórzyła film 9 kwietnia, a TVN 10 kwietnia – dokładnie w rok od wypadku.
W kwietniu 2011 roku film został nagrodzony Srebrnym Hugo w Chicago na Międzynarodowym Festiwalu Filmowym Hugo TV Awards. Nagroda została przyznana w kategorii dokumentów społeczno-politycznych.

## Wersja międzynarodowa –Tragedy in Smolensk
Film został zrealizowany już po zakończeniu zdjęć do „W milczeniu” i korzysta z materiałów z tej produkcji, choć zostały one inaczej zmontowane, a liczba wypowiadających się rodzin ofiar jest mniejsza. Dodatkowo zawiera wprowadzenie historyczne na temat zbrodni katyńskiej, a także fragmenty pokazujące uroczystości żałobne w Polsce oraz późniejsze spory związane z katastrofą, m.in. wokół krzyża przed Pałacem Prezydenckim. Dotyka również tematu polsko-rosyjskiego sporu na temat odpowiedzialności za katastrofę. Oprócz rodzin wypowiadają się w nim także politycy: Donald Tusk, Radosław Sikorski i Siergiej Ławrow. W podwójnej roli występuje Jarosław Kaczyński. W odróżnieniu od wersji polskiej, film opatrzony jest komentarzem narratora, którym jest brytyjski dziennikarz Peter Marshall. Całość zrealizowano w języku angielskim.
Premiera filmu miała miejsce 9 kwietnia na antenie BBC World News. Stacja ta zaplanowała na czas rocznicowego weekendu łącznie cztery emisje.